# Віра Чаславська
Віра Чаславська (чеськ. Věra Čáslavská; 3 травня 1942 — 30 серпня 2016) — чехословацька гімнастка та чеська спортивна діячка, семиразова олімпійська чемпіонка, чотириразова чемпіонка світу та одинадцятиразова чемпіонка Європи. Її ім'я внесено до Міжнародної зали слави спортивної гімнастики.
Крім спортивних досягнень, відома своєю громадянською позицією. Відкрито підтримала чехословацький рух за демократію та протистояла вторгненню радянських військ до Чехословаччини в 1968 році. Під час церемонії нагородження медалями Олімпіади в Мехіко 1968 в фіналі змагань на колоді та вільних вправах, висловила протест, тихо дивлячись вбік, під час звучання радянського національного гімну. Незважаючи на підтримку співвітчизників, ці дії стали причиною того, що вона стала персоною нон ґрата для нового режиму і була змушена піти на пенсію та протягом багатьох років була позбавлена права подорожувати, працювати та відвідувати спортивні змагання.

## Гімнастична кар'єра

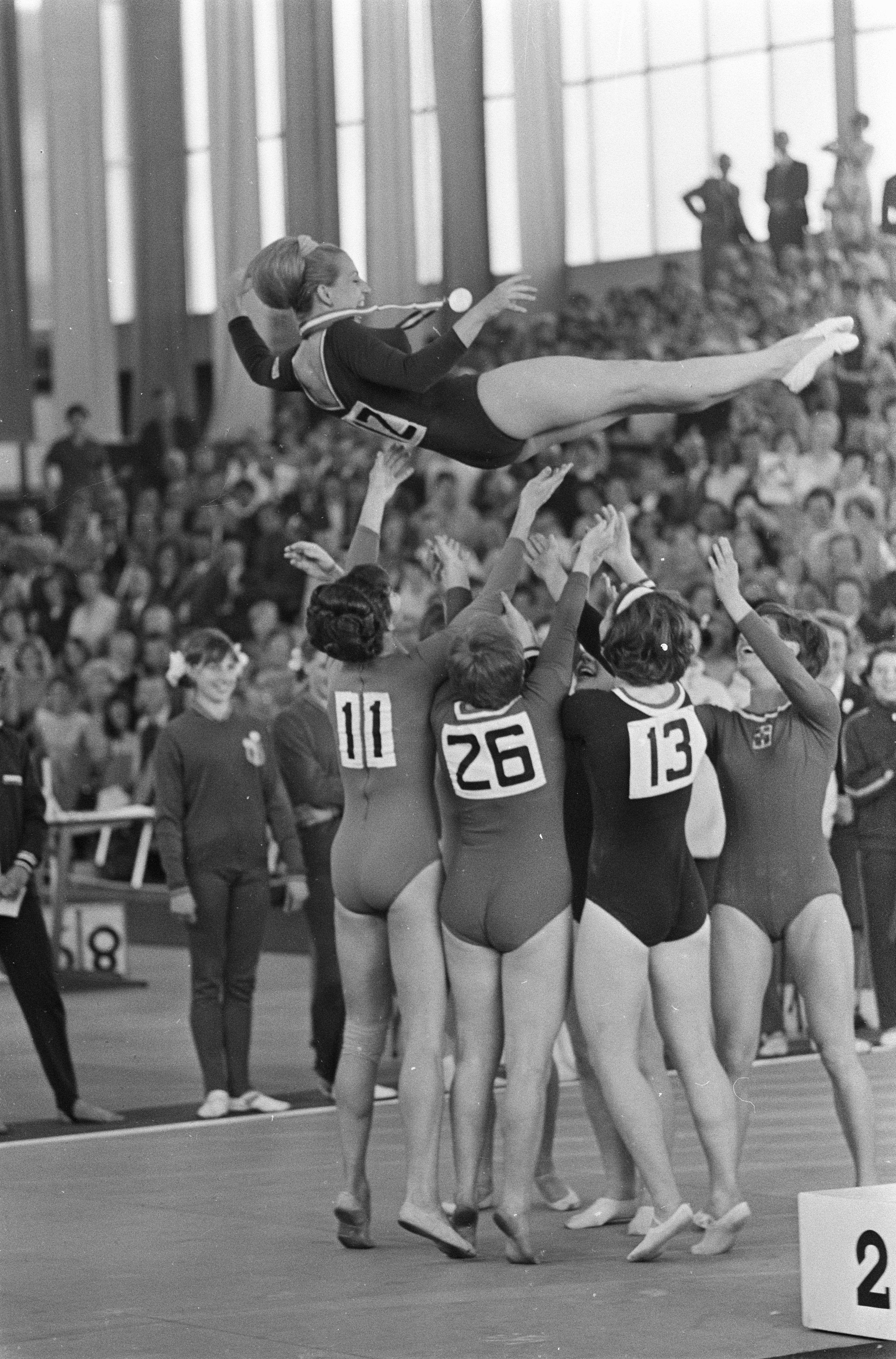
Чаславська та збірна Чехословаччини на Чемпіонаті Європи 1967 року

З дитинства займалася балетом і фігурним катанням. У 1957 році, у 15 років, познайомилася з Євою Босаковою і почала займатися спортивною гімнастикою під її керівництвом. Того ж року стала чемпіонкою Чехословацької Республіки серед юніорок. На міжнародному рівні дебютувала на Чемпіонаті світу, де фінішувала восьмою в індивідуальному багатоборстві, а також здобула срібну медаль у складі команди. Перший індивідуальний міжнародний титул вона здобула на Чемпіонаті Європи 1959, де виграла золоту медаль на колоді та срібну медаль у опорному стрибку. Брала участь у літніх Олімпійських іграх 1960 у Римі, вигравши срібну медаль командних змаганнь зі збірною Чехословаччини. Посіла 8 місце індивідуальної першості і 6 місце у вправах на колоді.
Здобула бронзову медаль в індивідуальному багатоборстві та у вільних вправах на Чемпіонаті Європи 1961. Вперше стала чемпіонкою світу на домашньому Чемпіонаті світу 1962 у Празі, де здобула золоту медаль у опорному стрибку. Також фінішувала другою у індивідуальному многоборстві, поступившись лише Ларисі Латиніній, і стала бронзовою призеркою у вільних вправах. Збірна Чехословаччини захистила звання срібного чемпіона світу у командній першості.
Між 1964 і 1968 роками виграла 19 індивідуальних золотих медалей на великих міжнародних змаганнях. Вона досягла свого піку на літніх Олімпійських іграх 1964 у Токіо, вигравши індивідуальну першість і взявши золоті медалі на колоді та опорному стрибку, а також ще одну срібну медаль у командних змаганнях. На чемпіонаті світу 1966 року захистила свій титул у опорному стрибку, а також здобула командне золото, порушивши радянську монополію у цьому виді, і стала чемпіонкою світу в багатоборстві. Чаславська виграла всі можливі нагороди на чемпіонатах Європи 1965 і 1967 років, здобувши золото у всіх п'яти індивідуальних змаганнях та отримавши максимальну кількість балів — 10 у 1967 році. Перед Олімпійськими іграми 1968 в Мехіко Чаславська втратила свою тренувальну базу через вторгнення радянських військ до Чехословаччини. Натомість вона використовувала картопляні мішки як тягарі та бревна як колоду під час тренувань у лісах Моравії.

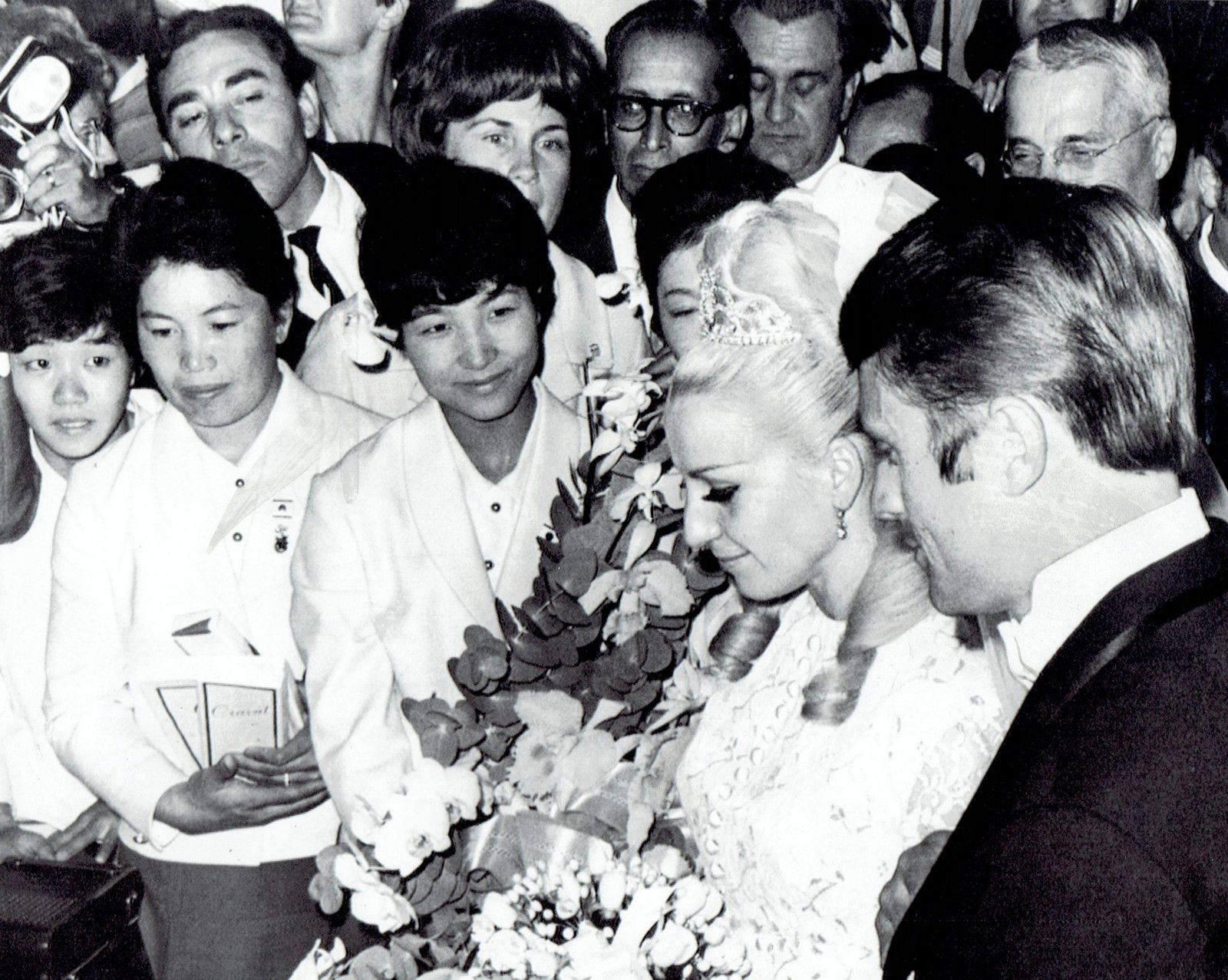
Чаславська та Одложил одружуються в Мехіко 26 жовтня 1968 року

Вона домінувала на Олімпійських іграх 1968 року, вигравши медалі у всіх шести змаганнях. Чаславська захистила свій титул у багатоборстві та виграла золоті медалі на вільних вправах, різновисоких брусах і опорному стрибку, а також срібні медалі в командних змаганнях і на колоді. Станом на Олімпійські ігри 2020 в Токіо вона та Лариса Латиніна є єдиною гімнасткою, яка виграла золоту медаль в індивідуальному багатоборстві на Олімпійських іграх два рази поспіль, а також єдиною гімнасткою, яка захистила свою золоту медаль у опорному стрибку. Її вибір «Jarabe Tapatío» як музики для вільних вправ та її подальший шлюб в місті зробили її надзвичайно популярною серед мексиканської публіки. Під час цієї Олімпіади вона пошлюбила Йозефа Одложила, чеського представника з бігу на середні дистанції, срібного призера на дистанції 1500 метрів на Олімпійських іграх 1964 року в Токіо.

### Протест на Олімпіаді 1968 року
Перемоги Чаславської на Олімпійських іграх 1968 року були особливо важливими на фоні політичних потрясінь в Чехословаччині. Спортсменка публично висловила рішучу опозицію до радянського комунізму та радянської інвазії і підписала маніфест протесту «Дві тисячі слів» Людвіка Вацуліка навесні 1968 року. У зв'язку з цим вона провела тижні перед Олімпіадою, ховаючись у гірському місті Шумперк, щоб уникнути арешту, і отримала дозвіл поїхати в Мехіко в останній момент.
На Олімпіаді, де вона знову зіткнулась з опозицією з боку СРСР, Чаславська продовжувала тонко висловлювати свої погляди. Після того, як вона, здається, перемогла у вільних вправах, судді неочікувано підвищили попередні бали радянської гімнастки Лариси Петрик і оголосили нічию в золоті. Це рішення було прийнято після ще одного спірного рішення суддів, яке коштувало Чаславській золота на колоді, а замість нєї титул отримала її радянська суперниця Наталія Кучинська. Розчарована та розгнівана політикою, яку просувалася СРСР, вона протестувала під час обох церемоній нагородження, тихо відвертаючи голову під час гри радянського національного гімну.

## Подальша кар'єра
Чаславська була вшанована чехами за хоробру демонстрацію на найбільшій спортивній сцені світу, а в 1968 році нагороджена нагородою спортсмен року Чехословаччини (вчетверте й востаннє). Проте її федерація не була задоволена. За послідовну підтримку чехословацького руху за демократизацію (відомого як «Празька весна») у 1968 році, а також під час чисток, які настали після радянського вторгнення в серпні 1968 року, вона була позбавлена права на виїзд за кордон та участь у публічних спортивних заходах як в Чехословаччині, так і за її межами. Чаславська була фактично змушена піти у відставку, і багато років вважалася персоною нон грата у своїй країні.
Чехословацька влада відмовилася видати її автобіографію та наполягала на тому, щоб вона піддавалася жорсткій цензурі, коли вона буде опублікована в Японії. Їй дозволили працювати тренеркою в Мексиці, але, за повідомленням, це стало можливим лише тоді, коли уряд Мексики загрожував припинити експорт нафти до Чехословаччини. Наприкінці 1980-х, після тиску з боку Хуана Антоніо Самаранча, тогочасного президента Міжнародного олімпійського комітету, який вручив їй Олімпійський орден, Чаславській нарешті було дозволено працювати тренеркою і суддею з гімнастики у рідній країні.
Після падіння комунізму, яке в Чехословаччині відбулося внаслідок Оксамитової революції в листопаді 1989 року, статус Чаславської різко покращився. Вона стала радницею президента Гавела зі спорту та соціальних питань і почесним президентом Чесько-Японської асоціації. Пізніше, після відходу з офісу президента, її обрали очільницею Олімпійського комітету Чехії. У 1995 році вона стала членом Міжнародного олімпійського комітету.

## Іменний елемент
Згідно з правилами змагань 2022—2024, які були затверджені виконавчим комітетом Міжнародної федерації гімнастики 24.05.2022, Віра Чаславська має іменний елемент.
| Прилад            | Назва      | Опис                                                                                         | Складність | Виконання                                                                          |
| ----------------- | ---------- | -------------------------------------------------------------------------------------------- | ---------- | ---------------------------------------------------------------------------------- |
| Різновисокі бруса | Чаславська | З упору спереду на В/Ж — мах назад з відпусканням рук і поворотом на 1/1 (360°) у вис на В/Ж | C          | Виступ на різновисоких брусах Віри Чаславської на Чемпіонаті світу 1966 на YouTube |

## Відзнаки
Чаславська отримала численні нагороди за свій внесок у розвиток гімнастики. На додачу до Олімпійського ордена, у 1989 році вона була нагороджена Міжнародним трофеєм чесної гри П'єра де Кубертена ЮНЕСКО та була відзначена на церемонії за її «зразкову гідність». У 1995 році вона була нагороджена чеським орденом «За заслуги». У 1991 році її ім'я внесено до Міжнародної зали слави жіночого спорту та до Міжнародної зали гімнастичної слави у 1998 році. У 2010 році нагороджена орденом Вранішнього Сонця ІІІ ступеня. Також вона отримала катану 17 століття і парадне кімоно від японського імператора.
У 2014 році вона стала співлауреаткою разом із журналісткою AP Івою Драпаловою Громадянської премії Ганно Р. Елленбогена, яка присуджується щорічно Празьким товариством міжнародного співробітництва та Global Panel Foundation за видатну громадянську відвагу.
На її честь названо астероїд внутрішнього головного поясу (26986) Чаславська.

## Особисте життя

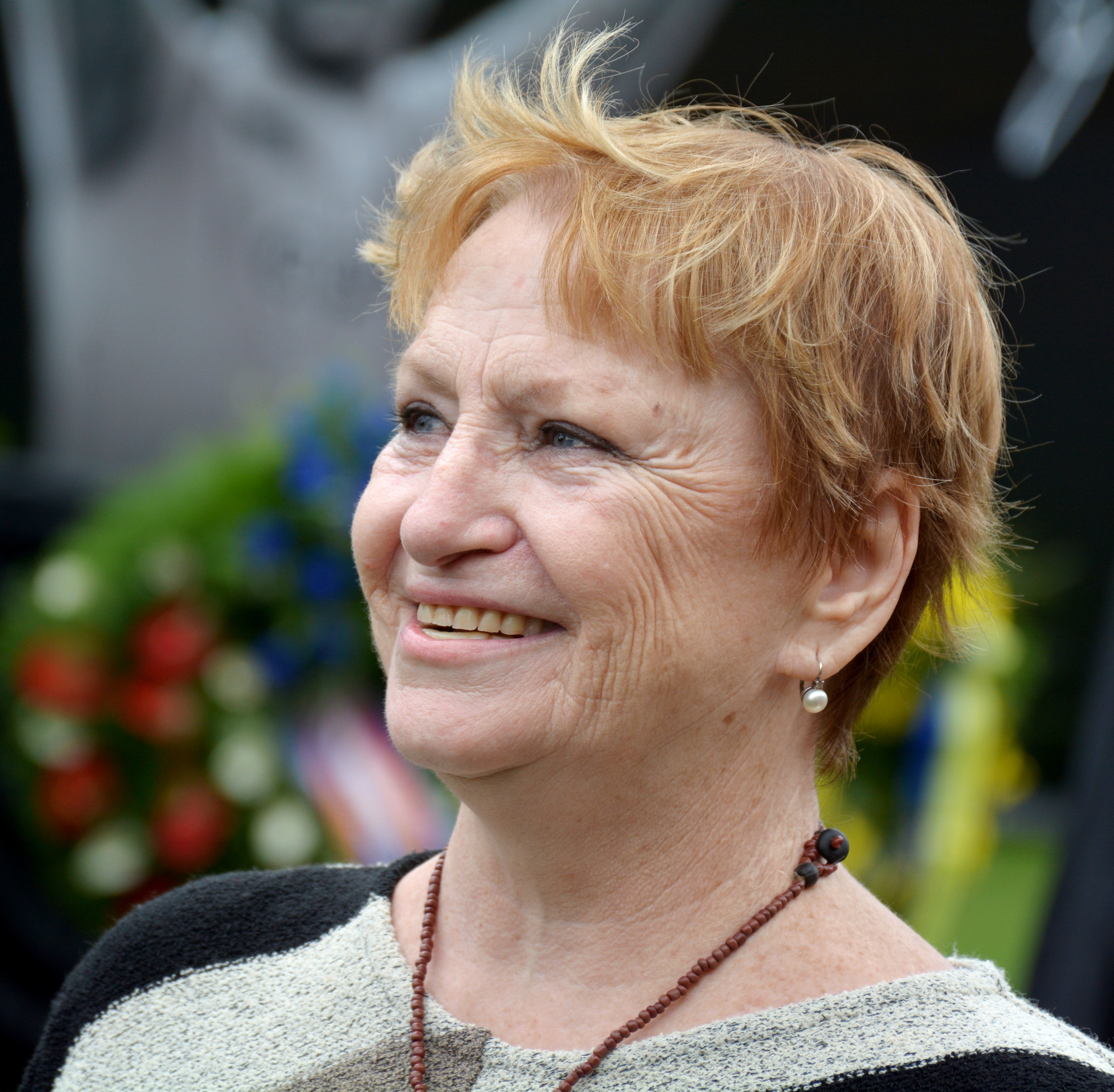
Чаславська у 2015 році

Незадовго до закінчення Олімпіади 1968 року Чаславська пошлюбила бігуна Йозефа Одложила, який став срібним призером на Олімпіаді 1964 року в Токіо. Церемонія, яка відбулася в кафедральному соборі Мехіко, зібрала тисячі глядачів. У них народилися донька Радка і син Мартін. Пара розлучилася в 1987 році. У 1993 році її син і колишній чоловік стали учасниками конфлікту, під час якого Мартін, за звинуваченням, ударив Йосифа, від чого той впав і вдарився головою, що призвело до його смерті. Чаславська впала в депресію і після цього рідко з'являлася на публіці. Однак з часом Чаславська подолала депресію (з якою боролася близько 15 років) і повернулася до соціального та спортивного життя, тренуючи молодих гімнасток.
У 2015 році у Чаславської був виявлений рак підшлункової залози. Влітку 2016 року її стан здоров'я суттєво погіршився, і 30 серпня її доставили до лікарні в Празі, де вона померла у віці 74 років.

## Виступи на змаганнях
| Рік  | Змагання         | КП | ІП |   |   |   |   |
| ---- | ---------------- | -- | -- | - | - | - | - |
| 1958 | Чемпіонат світу  | 2  | 8  |   |   |   |   |
| 1959 | Чемпіонат Європи |    | 8  | 2 |   | 1 |   |
| 1960 | Олімпійські ігри | 2  | 8  |   |   | 6 |   |
| 1961 | Чемпіонат Європи |    | 3  | 6 | 5 | 7 | 3 |
| 1962 | Чемпіонат світу  | 2  | 2  | 1 | 5 | 5 | 3 |
| 1964 | Олімпійські ігри | 2  | 1  | 1 | 5 | 1 | 6 |
| 1965 | Чемпіонат Європи |    | 1  | 1 | 1 | 1 | 1 |
| 1966 | Чемпіонат світу  | 1  | 1  | 1 | 4 | 2 | 2 |
| 1967 | Чемпіонат Європи |    | 1  | 1 | 1 | 1 | 1 |
| 1968 | Олімпійські ігри | 2  | 1  | 1 | 1 | 2 | 1 |